# Mount Gilruth
Mount Gilruth ist ein 3160 m hoher und größtenteils vereister Berg im ostantarktischen Viktorialand. In den Admiralitätsbergen ragt er 7 km ostnordöstlich des Mount Adam auf. 
Der United States Geological Survey kartierte ihn anhand eigener Vermessungen und Luftaufnahmen der United States Navy aus den Jahren von 1960 bis 1963. Das Advisory Committee on Antarctic Names benannte ihn 1970 nach dem US-amerikanischen Raumfahrtingenieur Robert Gilruth (1913–2000) von der NASA, der von 1966 bis 1967 Besucher auf der McMurdo-Station war.